# 安房医療福祉専門学校
安房医療福祉専門学校（あわいりょうふくしせんもんがっこう）は、千葉県館山市腰越にある3年制の医療専門課程 看護学科を持つ専修学校である。

## 概要
亀田グループに属する「社会福祉法人 太陽会」が2014年に設置した看護専門学校。館山都市圏では、唯一の看護学校としての人材輩出教育機関である。また、ダブルスクール制度が用意されており、希望者は人間総合科学大学の教育交流校として人間科学部・人間科学科（通信教育課程）を通じて学士の学位取得を目指せる道が開かれている。

## 沿革
- 1995年（平成7年）3月 - 専修学校の専門課程に専門士の称号が付与。
- 2002年（平成14年）3月 - 保健師助産師看護師法の施行（旧保健婦助産婦看護婦法）により男女ともに「看護師」という名称に統一。
- 2014年（平成26年）3月24日 - 安房医療福祉専門学校の設置認可。
- 2014年（平成26年）4月1日 - 開校。
- 2017年（平成29年）2月 - 文部科学大臣より「職業実践専門課程」の認定。
- 2018年（平成30年）7月31日 - 専門実践教育訓練給付制度 厚生労働大臣 指定講座の認可。

## 設置学科
- 医療専門課程 看護学科（3年制）

## 取得できる資格・免許状
- 看護師 国家試験受験資格
- 保健師・助産師の養成機関受験資格
- 専門士（医療専門課程）の称号[3]
- 大学編入学受験資格（取得単位の置き換え）

## 学内奨学金
- 社会福祉法人太陽会の奨学金・修学金制度
- 入寮者奨学金（返還免除付）
- 修学資金（返還条件付）